# Aleksandr Zabelin
Aleksandr Zabelin, född 6 december 1931, är en före detta sovjetisk sportskytt.
Zabelin blev olympisk bronsmedaljör i snabbpistol vid sommarspelen 1960 i Rom.